# Измерительная антенна
Измери́тельная анте́нна — антенна, основные технические характеристики которой регламентированы с определенными погрешностями. Измерительные антенны являются самостоятельными приборами широкого применения, позволяющими работать с различными измерителями и источниками сигналов. В качестве измерителей совместно с антеннами обычно используются измерительные приемники, иногда СВЧ-ваттметры, анализаторы спектра, измерители модуляции и т. д.

## Назначение измерительных антенн
- Измерение электрической или магнитной составляющей напряжённости электромагнитного поля
- Измерение плотности потока энергии
- Создание электромагнитного поля с заданной плотностью
- Измерение параметров антенн различных типов
- Измерение параметров электромагнитной совместимости радиоэлектронных средств
- Мониторинг электромагнитной обстановки и пеленгация источников электромагнитного излучения

## Классификация измерительных антенн
- По устройству и принципу действия
  - Дипольные, например: П6-51, П6-60, UHA 9125, DP-1
  - Биконические, например: П6-45, UBA 9116, SBA 9113, DP-3, П6-121
  - Штыревые, например: П6-44, П6-120
  - Рамочные, например: П6-42, П6-43, HFRAE 5161, FMA11, EMCO 6509, EMCO 6511, П6-119
  - Логопериодические, например: П6-46, П6-68, UHALP 9108, П6-122
  - Логоспиральные, например: П6-47
  - Рупорные, например: П6-23А(М), П6-33, П6-35, П6-48, П6-69, BBHA 9120, П6-131, П6-135
  - Зеркальные, например: П6-36, П6-37, РЗА4-0,9
  - Гибридные, например: VULB 9165, VULB 9168
- По диаграмме направленности — направленные и всенаправленные
- По поляризации — линейной поляризации и круговой поляризации
- Измерительные антенны могут быть также пассивными и активными (со встроенным усилителем)

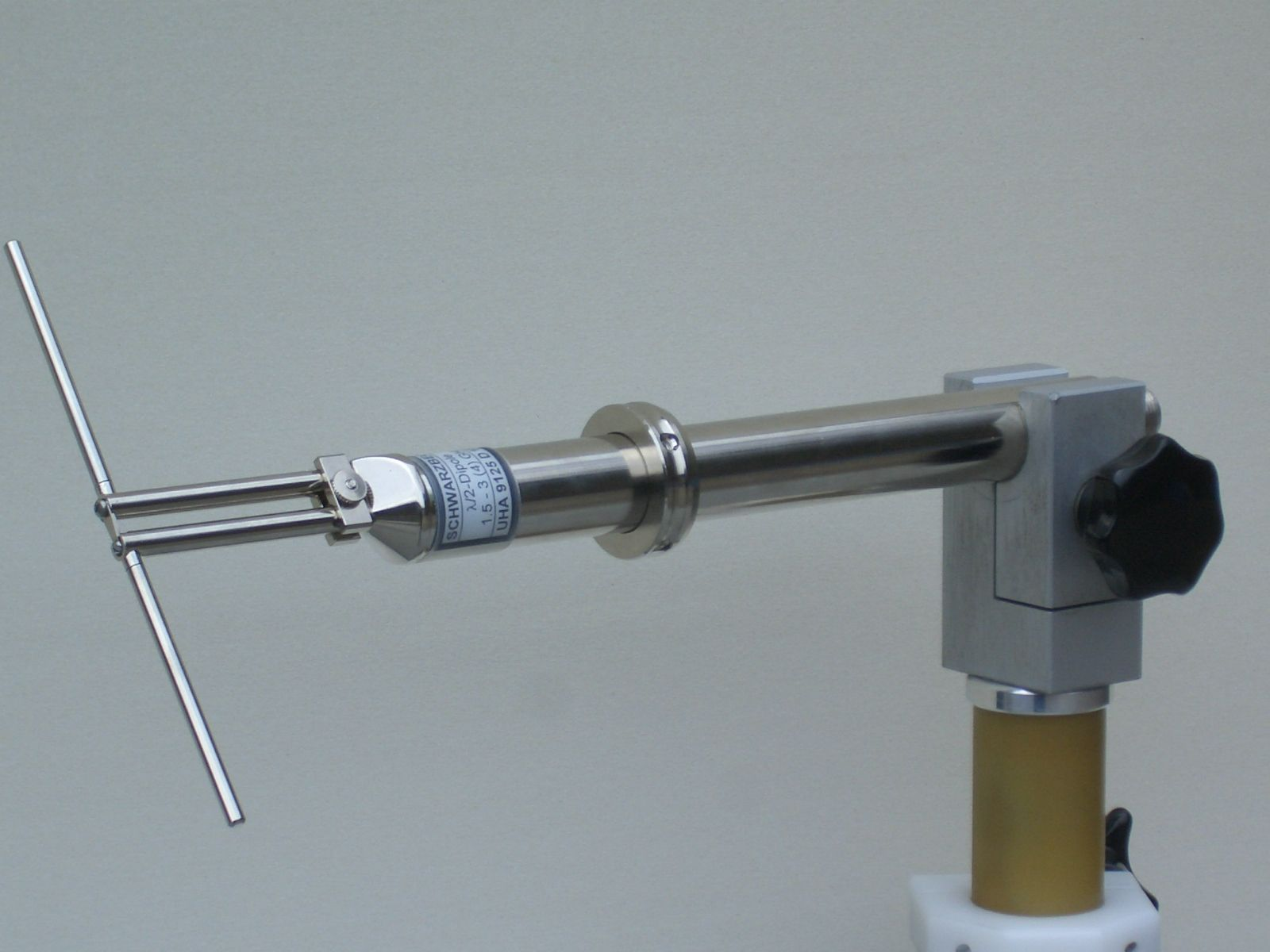
Антенна UHA 9125
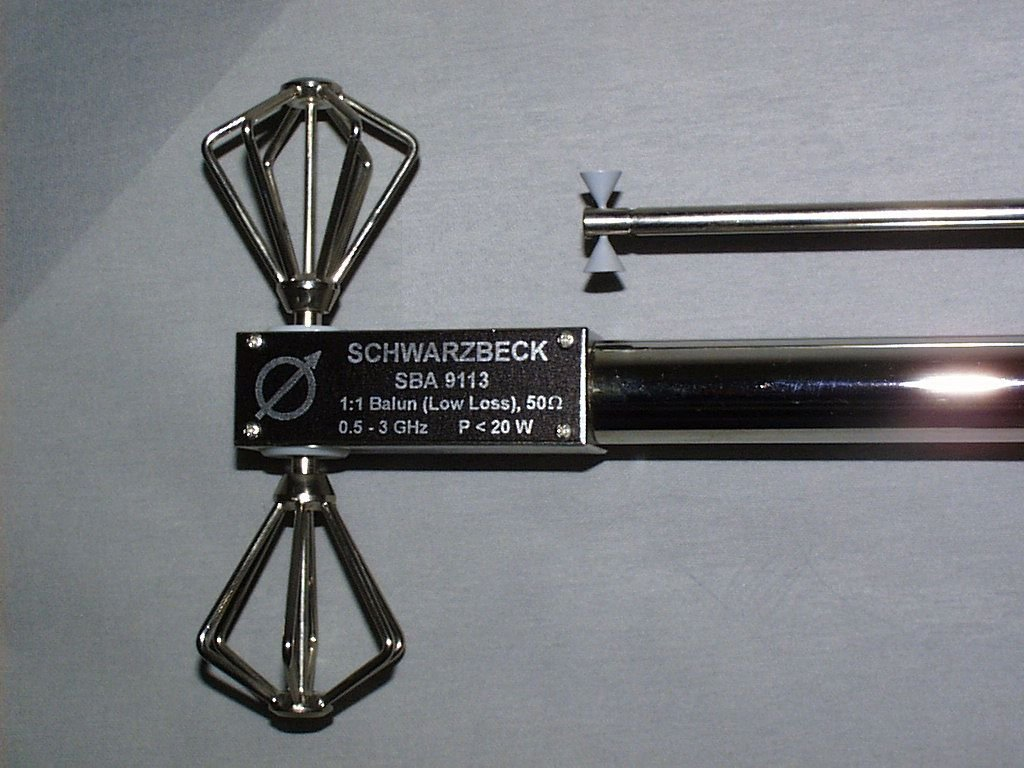
Антенна SBA 9113
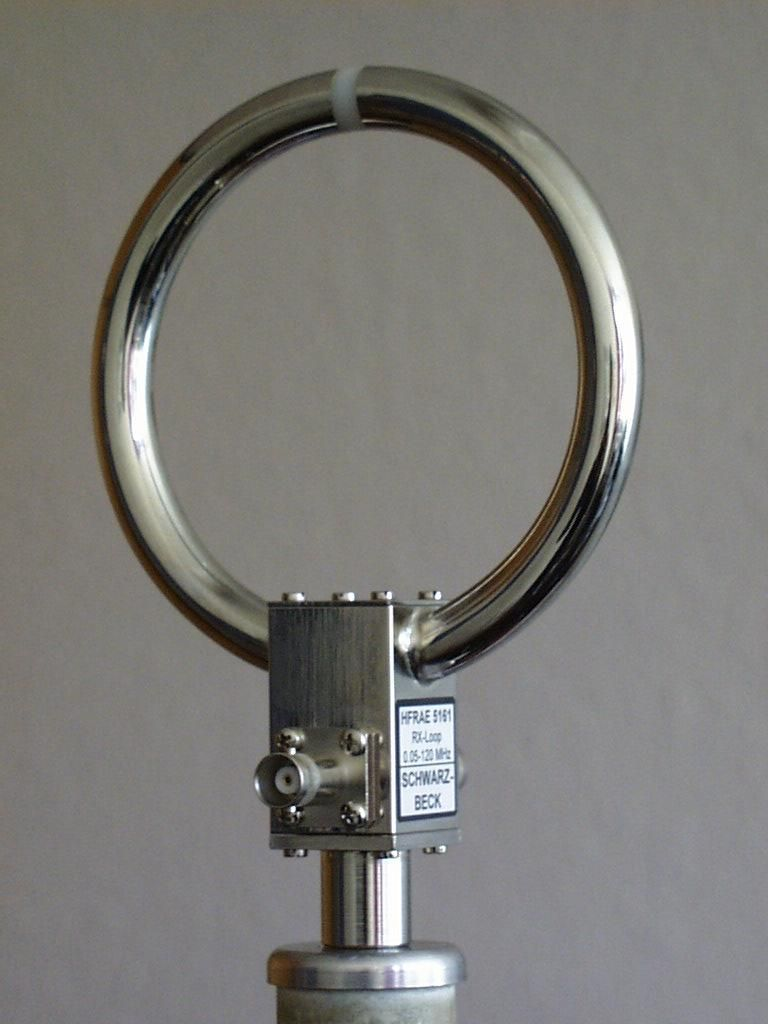
Антенна HFRAE 5161
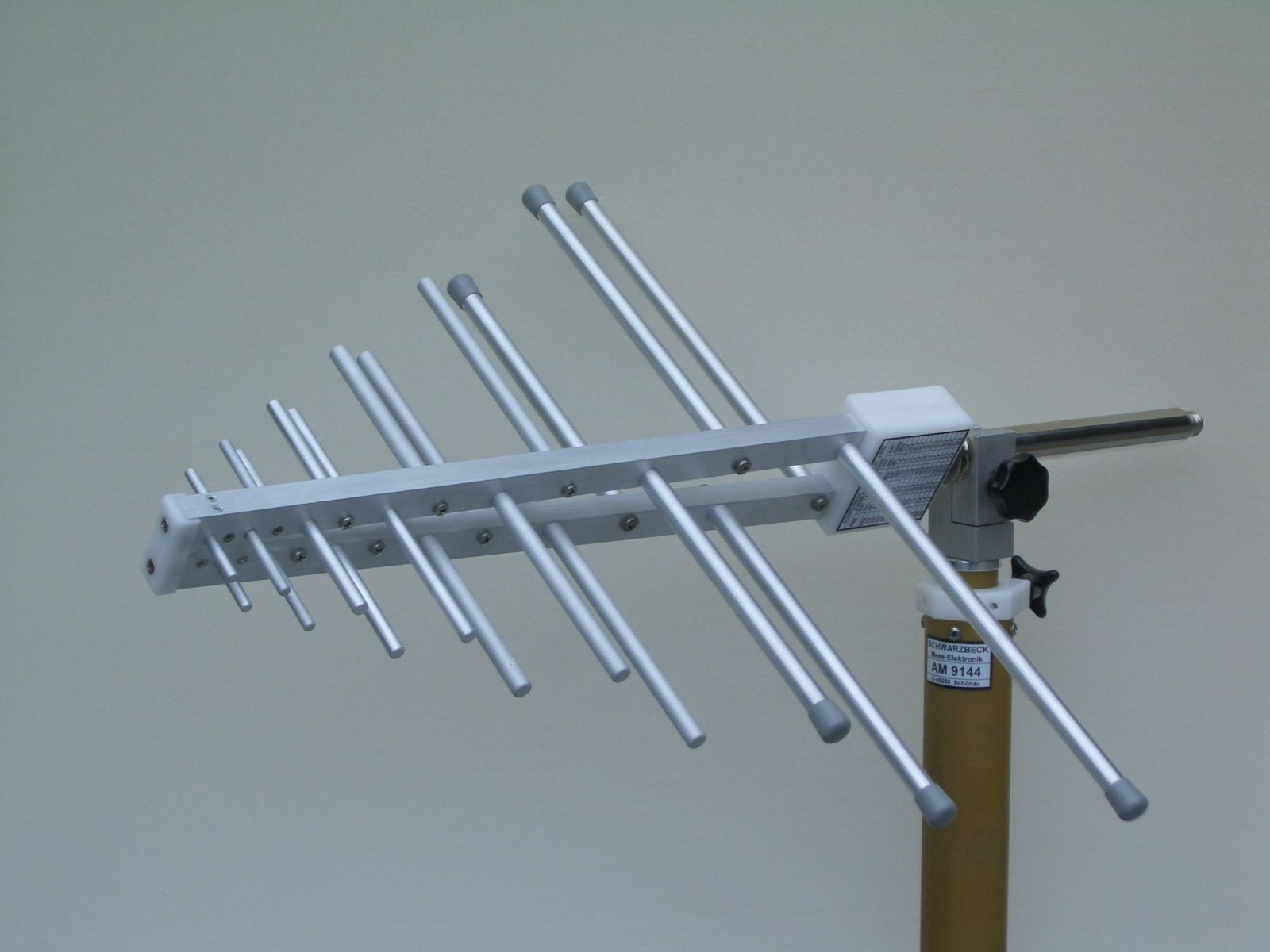
Антенна UHALP 9108
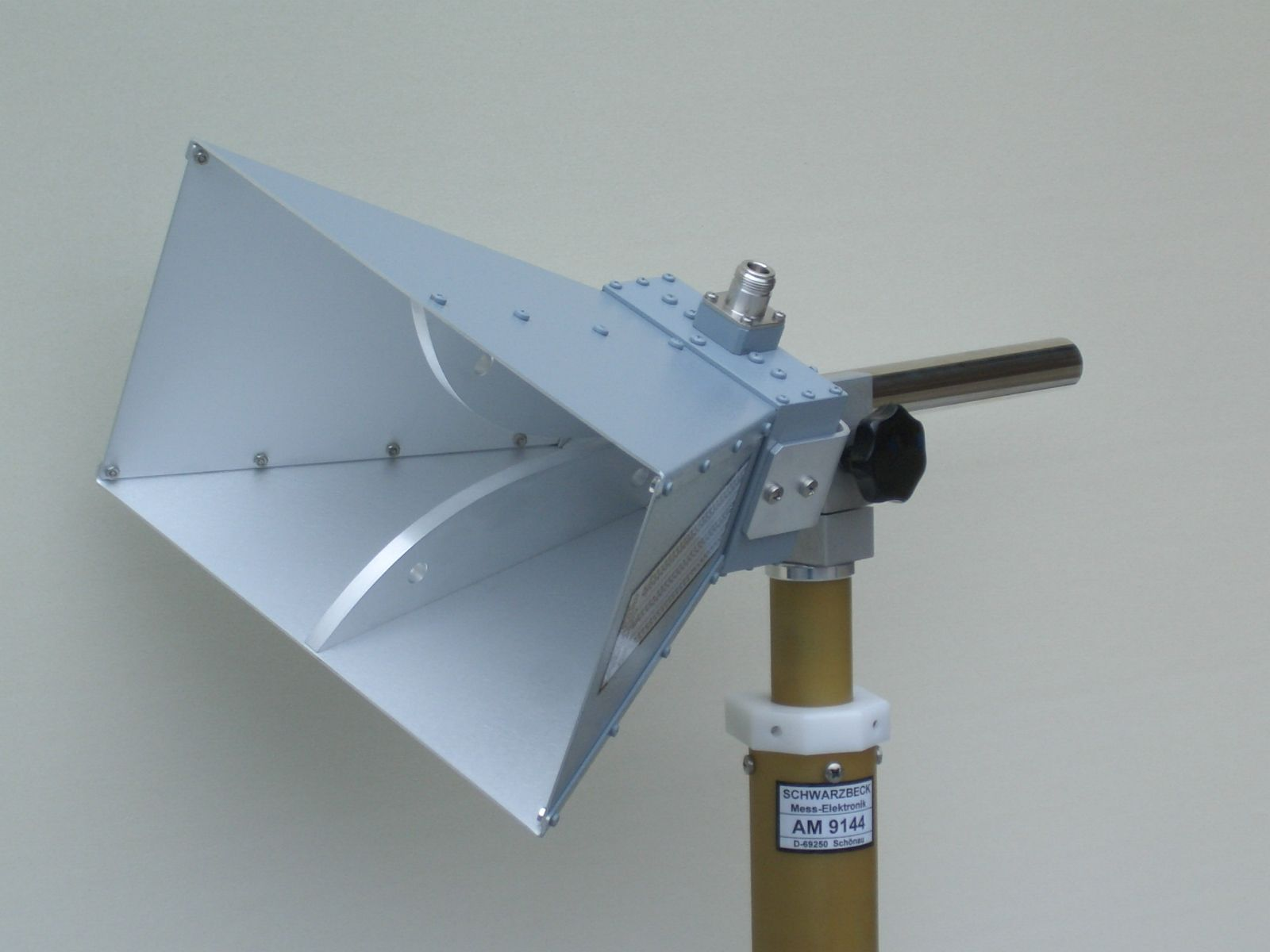
Антенна BBHA 9120
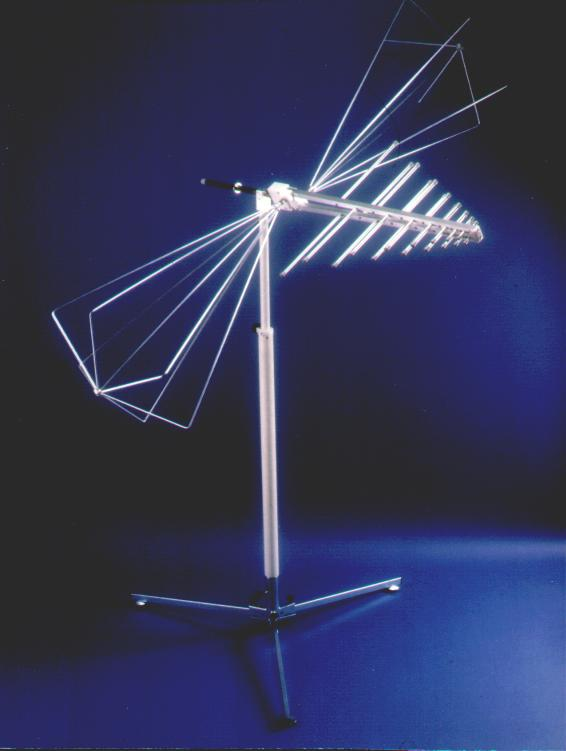
Антенна VULB 9165
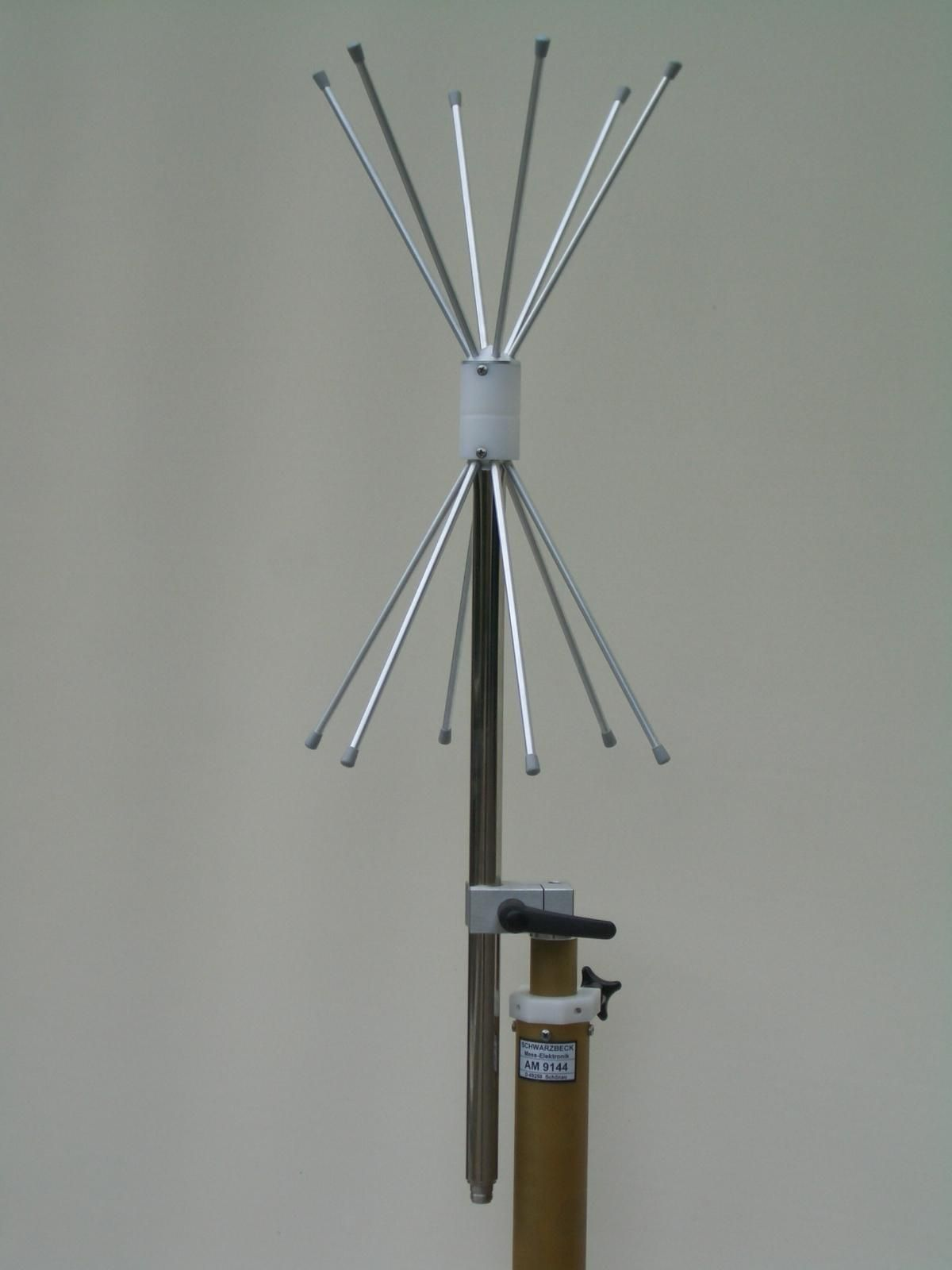
Антенна RE 1790
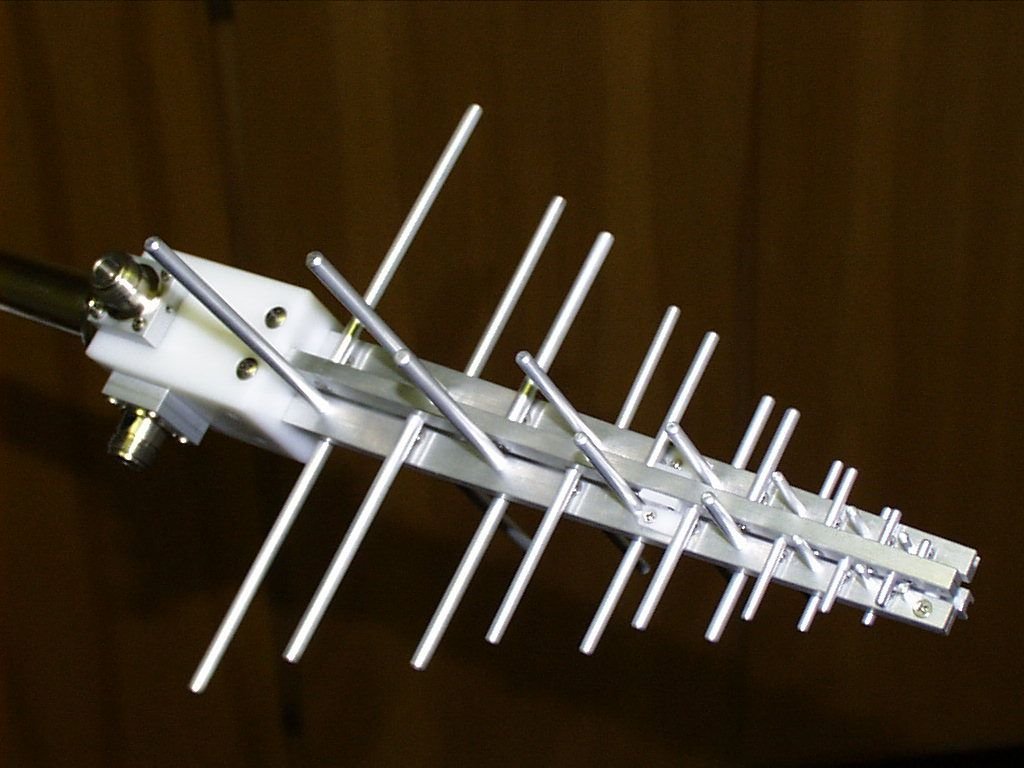
Антенна с двойной поляризацией

## Основные нормируемые характеристики
- Диапазон рабочих частот
- Эффективная площадь или действующая длина и их погрешность
- Коэффициент усиления антенны
- Допустимый КСВн
- Диаграмма направленности
- Уровень боковых лепестков диаграммы направленности